# Verdwaalpaal

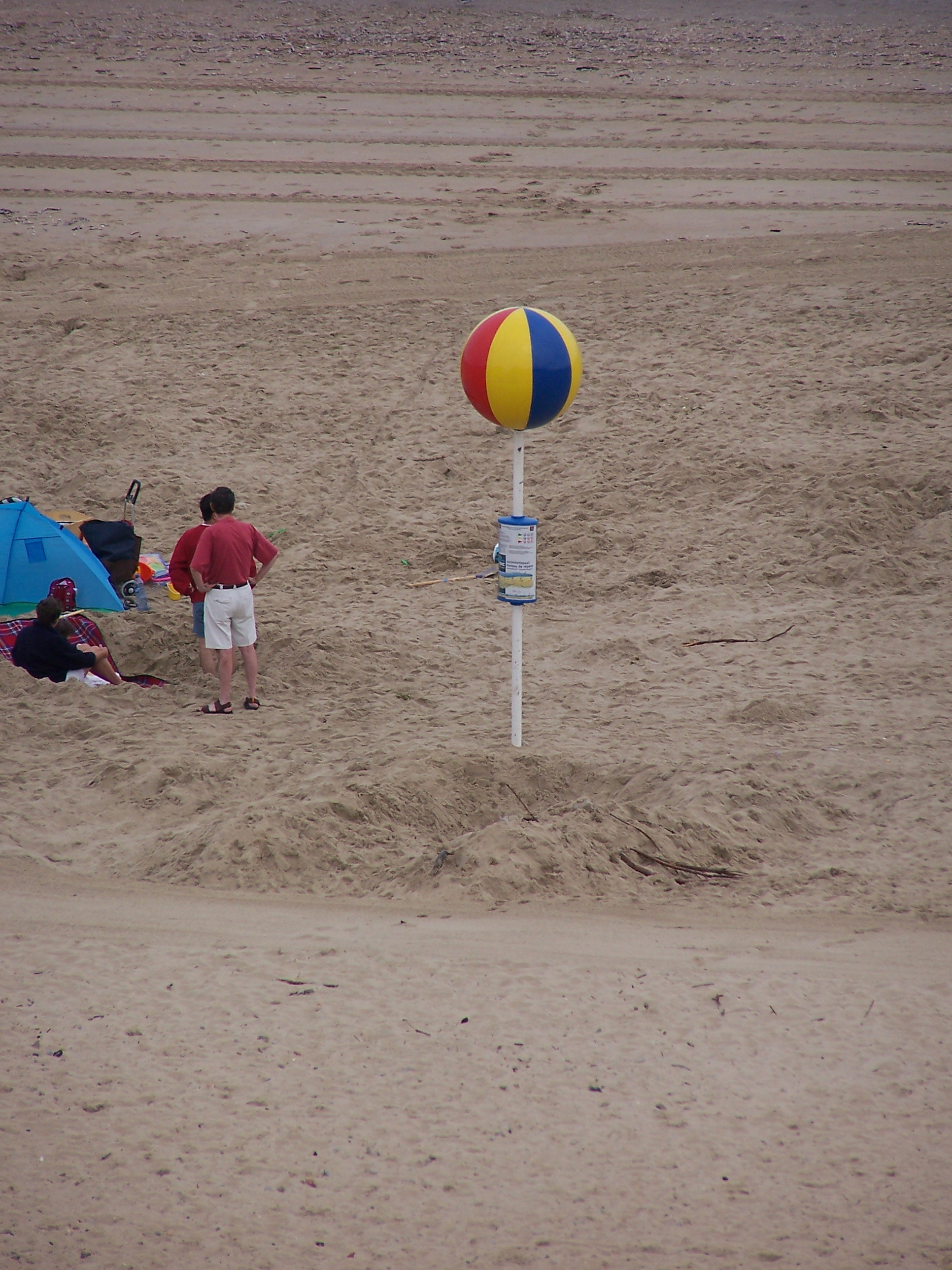
Een verdwaalpaal

Een verdwaalpaal of  oriëntatiepaal is een herkenningsteken voor kinderen aan het strand. Iedere verdwaalpaal in de directe omgeving is duidelijk anders dan de andere en er staan figuren op die kinderen aanspreken: stripfiguren, dieren of strandspeelgoed. De bedoeling van verdwaalpalen is dat een kind onthoudt bij welke paal zijn ouders zitten en daarmee gemakkelijk zelf de weg terug kan vinden. Eventueel kan het kind er  door een ander gebracht worden. 
Het is verstandig als ouders bij aankomst op het strand de kinderen meteen wijzen op de dichtstbijzijnde verdwaalpaal.
De zes verschillende figuren werden bijzonder nauwkeurig uitgekozen. Ook de kleuren werden met grote zorg bestudeerd vooraleer de verdwaalpalen in productie gingen.
De zes figuren (boot, trein, vis, banaan, bal, huis) zijn zodanig gekozen dat ze:
1. goed herkenbaar zijn;
2. makkelijk van elkaar te onderscheiden zijn;
3. eenvoudig te onthouden zijn, zelfs in een stress-situatie (even verdwaald).

De verdwaalpalen zijn hoog en opvallend.
De objecten zelf zijn ongeveer 1 m³ groot.
De verdwaalpaal is begin jaren 90 van de 20e eeuw uitgevonden door de Belg Dominiek Vervaecke. Onder meer in Nederland en België staan langs de kust op veel plaatsen verdwaalpalen.

## Kosten
Begin 2013 ontstond commotie toen Vervaecke plots € 400 huur- en onderhoudsgeld per paal, per jaar vroeg. De hoofdsponsors hadden namelijk afgehaakt. Een paar belangrijke sponsors hielden wel aan. Na lange commotie in verschillende kustgemeentes over deze te betalen som besloot Vervaecke een deel van de kosten op zich te nemen. De palen blijven daarmee toch bestaan.

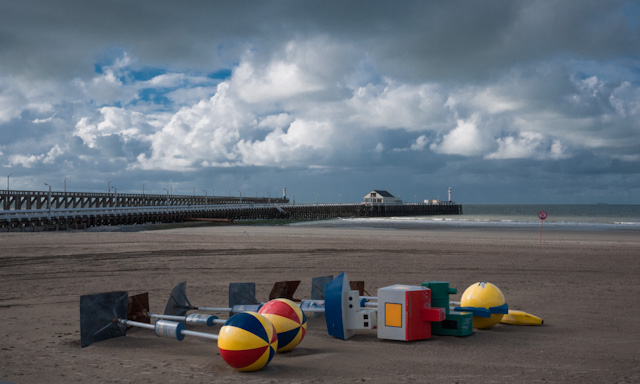
De zes verschillende figuren
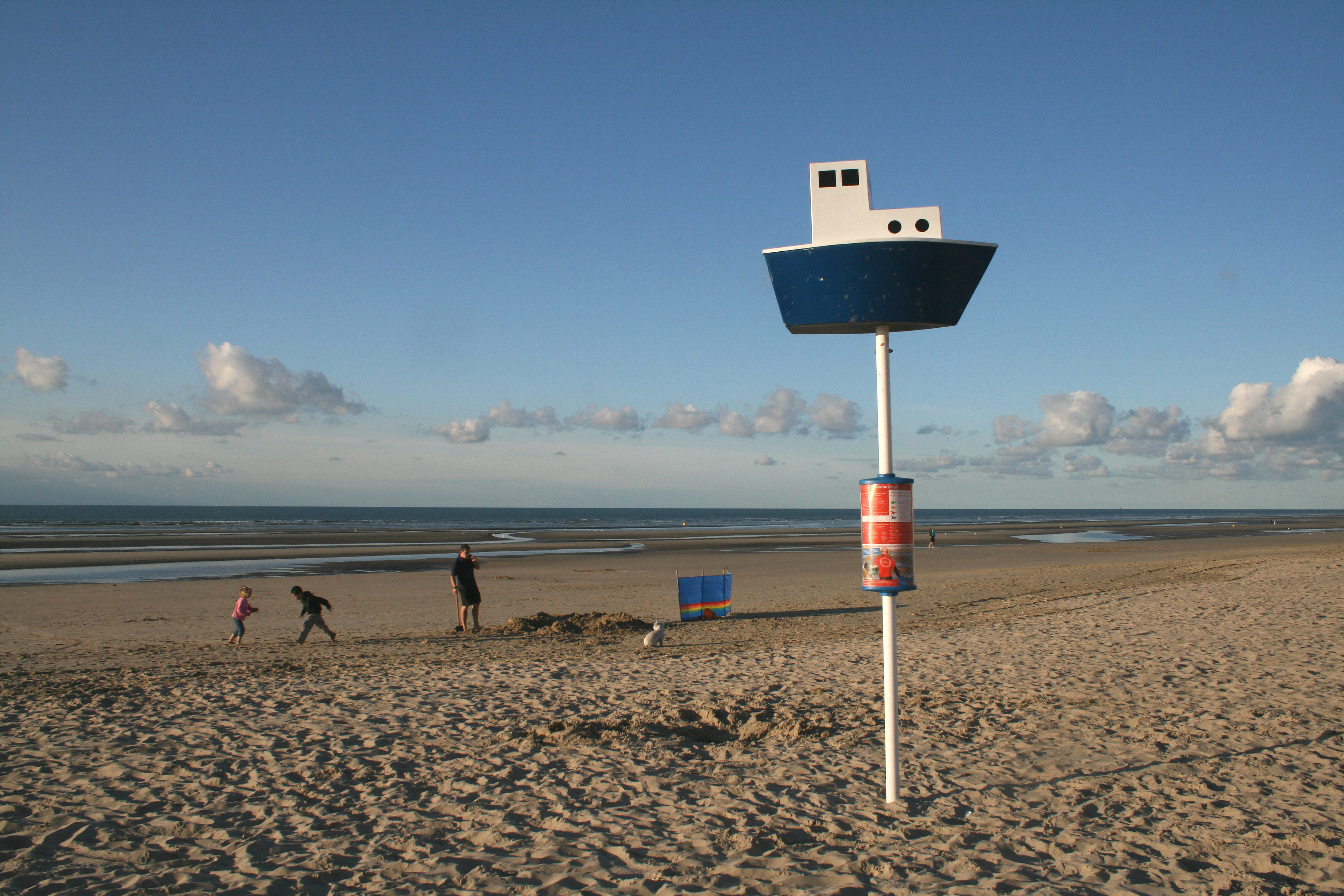
De boot
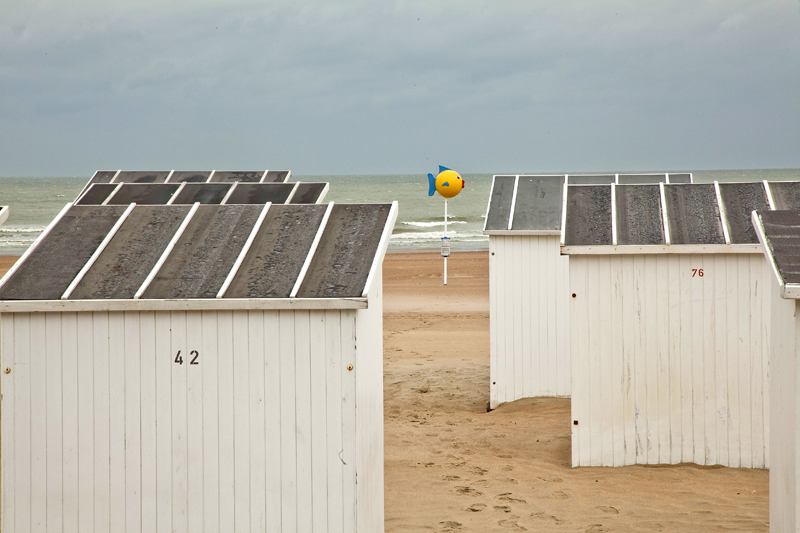
De vis